# I-Empire
I-Empire é o segundo álbum de estúdio da banda Angels and Airwaves, lançado no dia 6 de Novembro de 2007, porém, o vocalista da banda Tom DeLonge disponibilizou o álbum em seu My Space alguns dias antes do lançamento. O álbum foi número #1 no iTunes Albums Chart.[carece de fontes?]

## Faixas
1. "Call to Arms"- 5:05
2. "Everything's Magic"- 3:51
3. "Breathe"- 5:33
4. "Love Like Rockets"- 4:50
5. "Sirens"- 4:19
6. "Secret Crowds"- 5:02
7. "Star of Bethlehem"- 2:07
8. "True Love"- 6:08
9. "Lifeline"- 4:15
10. "Jumping Rooftops"- 0:45
11. "Rite of Spring"- 4:22
12. "Heaven"- 6:38
13. "It Hurts(Live At Del Mar) - Faixa Bônus"

## Charts
| Ano  | Álbum    | EUA | Reino Unido | Canadá | Austrália |
| ---- | -------- | --- | ----------- | ------ | --------- |
| 2007 | I-Empire | 9   | 19          | 5      | 31        |